# Rui Mota
Rui Tomás Faustino Pinto da Mota, noto semplicemente come Rui Mota (Lisbona, 26 marzo 1979), è un allenatore di calcio e dirigente sportivo portoghese, tecnico dello Ludogorec.

## Carriera
Dopo aver lavorato per sette anni nello staff di Ricardo Sá Pinto, il 5 gennaio 2024 diventa il tecnico del Dila Gori, con cui firma un biennale; il 14 giugno seguente, con la squadra al primo posto, lascia il club georgiano e passa al Noah, che paga la sua clausola rescissoria. Con gli armeni si qualifica per la fase a gironi della Conference League, diventando il primo club della storia della manifestazione a passare tutti i turni eliminatori. Conclude la stagione vincendo il campionato, in cui ha ottenuto la striscia record di 19 vittorie consecutive, e la coppa nazionale.
Il 13 giugno 2025 viene nominato allenatore del Ludogorec.

### Statistiche da allenatore
| Stagione        | Squadra         | Campionato      | Campionato | Campionato | Campionato | Campionato | Coppe nazionali | Coppe nazionali | Coppe nazionali | Coppe nazionali | Coppe nazionali | Coppe continentali | Coppe continentali | Coppe continentali | Coppe continentali | Coppe continentali | Altre coppe | Altre coppe | Altre coppe | Altre coppe | Altre coppe | Totale | Totale | Totale | Totale | Vittorie % | Piazzamento |
| Stagione        | Squadra         | Comp            | G          | V          | N          | P          | Comp            | G               | V               | N               | P               | Comp               | G                  | V                  | N                  | P                  | Comp        | G           | V           | N           | P           | G      | V      | N      | P      | %          | Piazzamento |
| --------------- | --------------- | --------------- | ---------- | ---------- | ---------- | ---------- | --------------- | --------------- | --------------- | --------------- | --------------- | ------------------ | ------------------ | ------------------ | ------------------ | ------------------ | ----------- | ----------- | ----------- | ----------- | ----------- | ------ | ------ | ------ | ------ | ---------- | ----------- |
| mar.-giu. 2024  | Dila Gori       | EL              | 17         | 10         | 6          | 1          | ST              | 0               | 0               | 0               | 0               | -                  | -                  | -                  | -                  | -                  | -           | -           | -           | -           | -           | 17     | 10     | 6      | 1      | 58,82      | Resc. cons. |
| 2024-2025       | Noah            | BC              | 30         | 24         | 3          | 3          | CA              | 6               | 5               | 0               | 1               | UECL               | 14                 | 6                  | 2                  | 6                  | -           | -           | -           | -           | -           | 50     | 35     | 5      | 10     | 70,00      | 1°          |
| 2025-2026       | Ludogorec       | PFL             | 1          | 1          | 0          | 0          | CB              | 0               | 0               | 0               | 0               | UCL                | 3                  | 1                  | 2                  | 0                  | SB          | 0           | 0           | 0           | 0           | 4      | 2      | 2      | 0      | 50,00      |             |
| Totale carriera | Totale carriera | Totale carriera | 48         | 35         | 9          | 4          |                 | 6               | 5               | 0               | 1               |                    | 17                 | 7                  | 4                  | 6                  |             | 0           | 0           | 0           | 0           | 71     | 47     | 13     | 11     | 66,20      |             |

## Palmarès

### Competizioni nazionali
- Campionato armeno: 1

Noah: 2024-2025
- Coppa d'Armenia: 1

Noah: 2024-2025